# Xylophanes katharinae
Xylophanes katharinae är en fjärilsart som beskrevs av Clark 1931. Xylophanes katharinae ingår i släktet Xylophanes och familjen svärmare. Inga underarter finns listade i Catalogue of Life.